# IMI No. 12
No. 12 – izraelska odłamkowa, wyskakująca mina przeciwpiechotna. Mina wyposażona jest w zapalnik o działaniu naciągowym z trzema odciągami o długości 10 m.